# Néstor Pitana
Néstor Fabián Pitana (Corpus, 17 giugno 1975) è un ex arbitro di calcio e attore argentino.
Nel 2017 si è piazzato al 5º posto nella classifica dell'IFFHS dei migliori arbitri del mondo, mentre l’anno successivo ha diretto la finale del campionato del mondo del 2018 ed è stato nominato miglior arbitro mondiale.

## Biografia
Nato a Corpus nella provincia di Misiones, durante la giovinezza ha praticato il calcio e il basket. Si trasferisce poi nella provincia di Corrientes dove, dopo aver giocato nelle giovanili del Deportivo Mandiyú, intraprende gli studi per diventare professore di educazione fisica.

## Carriera
Dopo aver iniziato ad arbitrare a livello regionale, nel 2006 si iscrive al corso di arbitraggio organizzato dall'AFA. Completato con successo il corso debutta nelle serie inferiori argentine (Torneo del Interior, Torneo Argentino B, Torneo Argentino A), nel dicembre 2006 dirige la sua prima gara in Primera B Nacional e il 16 giugno 2007 esordisce in Primera División arbitrando l'incontro tra Colón e Rosario Central valevole per l'ultima giornata del Torneo Clausura. Dal 2010 è arbitro internazionale.
Tra le numerose partite dirette in carriera le più importanti sono state la Superfinal della Primera División 2012-2013 e le finali di andata della Recopa Sudamericana 2012 e della Coppa Libertadores 2013oltre ad una finale unica,sempre della Coppa Libertadores,nel 2021. In ambito FIFA ha diretto diverse partite delle Qualificazioni alla Coppa del Mondo 2014.
Nell'ottobre 2013 è convocato dalla FIFA per il Campionato mondiale di calcio Under 17 2013. Nella circostanza, viene impiegato per due partite della fase a gironi ed un ottavo di finale.
Il 15 gennaio 2014 viene selezionato ufficialmente per i Mondiali 2014 in Brasile. Arbitra l'incontro tra la Russia e la Corea del Sud, successivamente un secondo tra USA e Portogallo, ed un terzo tra Honduras e Svizzera. Viene infine designato per il quarto di finale tra Francia e Germania.
Il 7 luglio 2014 termina la sua esperienza in Brasile, essendo tra gli arbitri mandati a casa a seguito del taglio effettuato dopo i quarti di finale e prima delle ultime quattro gare.
Il 2 maggio 2016 viene ufficializzata la sua designazione per il Torneo Olimpico maschile di Rio de Janeiro 2016. Qui dirige una partita della fase a gironi (Germania-Sud Corea 3-3) e una delle semifinali, nella circostanza tra la Nigeria e la Germania (0-2).
Nel maggio 2017 viene resa nota dalla FIFA la sua convocazione alla Confederations Cup 2017, in programma a giugno 2017 in Russia. Qui dirige una gara della fase a gironi e una semifinale.
Nel novembre 2017 è designato dalla FIFA per dirigere il ritorno dello spareggio intercontinentale tra Australia e Honduras, valido per l'accesso ai mondiali di Russia 2018.
Il 29 marzo 2018 viene selezionato ufficialmente dalla FIFA per i mondiali di Russia 2018. Viene scelto dalla commissione arbitrale per dirigere la gara d'apertura tra i padroni di casa della Russia e l'Arabia Saudita. Successivamente, arbitra un'altra sfida della fase a gironi, un ottavo di finale, un quarto di finale e infine anche la finale tra Francia e Croazia. È il secondo argentino della storia a dirigere una finale di un mondiale dopo Horacio Elizondo nel 2006, curiosamente anche l'unico arbitro prima di lui ad aver diretto sia il primo che l'ultimo match del mondiale. 
Al termine del torneo riceve il Premio Giulio Campanati, venendo selezionato come miglior arbitro della manifestazione.

## Ritiro
Dirige il suo ultimo incontro tra Platense vs Lanùs valevole per la 27ª giornata della Liga Profesional Argentina il 26 ottobre 2022, al termine del quale conclude la sua carriera da arbitro professionista. Si ritira così all'età di 47 anni.

## Curiosità
- Nel 1997 ha partecipato come attore al film La Furia del regista argentino Juan Bautista Stagnaro[15].